# スワローツアー
株式会社スワローツアーは、宮城県仙台市宮城野区に本社を置く企業。
ジェイアールバス東北の子会社。

## 沿革
- 1991年（平成3年）5月1日 - 「株式会社日本交通観光社」（現：ジェイアールバステック）の東北エリアを分社化、『株式会社スワローツアー』設立。
- 1993年（平成5年）4月1日 - ジェイアールバス東北青森支店内に青森旅行営業所を開設。
- 2022年（令和4年）
  - 3月31日 - JRバス盛岡駅きっぷうりばの窓口営業・受託終了。
  - 4月1日 - 仙台駅東口バス案内所の窓口業務を再受託。

## 業務内容
- 窓口業務
  - JRバス青森駅きっぷうりば（旧・青森旅行営業所、JRバス青森支店チケットカウンター）
  - 盛岡駅前バス案内所（岩手県交通・岩手県北バス窓口）
  - JRバス仙台駅東口バス案内所（一時期JRバス東北直営となっていた）
- JRバス支店・営業所での洗車・整備業務
  - 青森事業所
  - 盛岡事業所
  - 二戸事業所
  - 仙台事業所
- レンタサイクル
  - 平泉駅前
- 自動車駐車場の運営（JR東日本が土地を貸付）
  - 陸前山王駅前
  - 下馬駅周辺

## その他
- 以前はJR東日本仙台支社管内涌谷駅、鹿又駅、女川駅の駅業務を受託していたが、現在はJR東日本東北総合サービス（livit）に変更され駅業務受託は行っていない（鹿又駅・涌谷駅は後に無人化）。
- 国鉄時代から日本交通観光社が受託していた十和田湖駅は当社が引き継いだのち、現在は元社員が設立した会社「レークサービス」に運営を譲渡した。